# Abasolo (Coahuila)
Abasolo es un pueblo en el estado de Coahuila, al norte de México, localizado en la región económica conocida como Centro del estado. Se encuentra aproximadamente a una hora de distancia de la ciudad de Monclova. En 2015 tiene una población de 1,015 habitantes. Las personas de ese pueblo se dedican a la agricultura, ganadería, comercio, y trabajar en presidencia municipal.
En 1730 fue por el nombre de Vicente el Alto, 14 de noviembre de 1827 se concedió la condición de pueblo y cambiado el nombre después de la Independencia caudillo Mariano Abasolo.